# Gustave Anduze-Faris
Gustave Anduze-Faris (23 décembre 1892 à Toulouse - 26 novembre 1965 à Paris 5e) est un ingénieur et industriel français, secrétaire général de la Marine marchande, président des Messageries maritimes de 1948 à 1961 et de la Compagnie générale transatlantique de 1961 à 1963, vice-président du Comité central des Armateurs de France.

## Décorations
- Grand officier de la Légion d'honneur
- Commandeur de l'ordre du Mérite maritime
- Commandeur de l'ordre du Mérite touristique à titre exceptionnel (1953)[2]

## Sources
- Patronsdefrance.org
- « • M. Anduze-Faris président de la Compagnie transatlantique • M. Guillaume Le Bigot président des Messageries maritimes » (article du 26 mai 1961, Le Monde)
- Georges Bourges, Gustave Anduze-Faris (1892-1965)